# شهرستان یوما (آریزونا)

شهرستان یوما نام یکی از شهرستان‌های ایالت آریزونا است که در گوشه جنوب‌غربی این ایالت جای گرفته. جمعیت این شهرستان ۱۹۵.۷۵۱ نفر بوده و مساحت این شهرستان نیز ۱۴.۲۹۴.۰ کیلومتر مربع برآورد شده.

## پیوند
- وب‌گاه رسمی